# Jean Ker, grevinna av Roxburghe
Jean Ker, grevinna av Roxburghe, född 1585, död 1643, var en engelsk hovfunktionär. 
Hon var hovdam till Englands drottning Anna av Danmark 1602-1617. 
Hon var Annas personliga favorit och är känd för att ha kunnat begränsa, utesluta och tillgängliggöra kontakt mellan Anna och hennes supplikanter. Hon deltog även som skådespelare i Annas berömda maskspel. 